# Mawsonia libyca
Mawsonia libyca (лат.) — вид вымерших лопастепёрых рыб из семейства мавсониевых (Mawsoniidae) отряда целакантообразных. Длина тела до нескольких метров. Жили в меловом периоде (99,6—93,5 млн лет назад). Ископаемые остатки найдены в Африке (Египет).